# Warsaw Village Band
De Warsaw Village Band (Pools: Kapela ze wsi Warszawa) is een band uit de Poolse hoofdstad Warschau die Poolse folkmuziek speelt, gecombineerd met moderne elementen.
De band staat bekend om zijn sociaalkritische teksten. Volgens hun 'creatief manifest' heeft na de val van het communisme de massacultuur haar intrede gedaan in Polen, wat tot een verlies van de Poolse culturele identiteit heeft geleid. Daarom reist de band regelmatig door Polen, om oudere muzikanten te vinden die nog muziekstijlen spelen die bijna vergeten zijn.
De band gebruikt traditionele instrumenten zoals de draailier, de mondharp en de lijsttrommel. De suka, een 17e-eeuws strijkinstrument, was bijna vergeten in Polen totdat Sylwia Świątkowska het tijdens concerten van de Warsaw Village Band begon te spelen. Ook gebruikt de band af en toe de zangstijl biały głos die door herders in de bergen gebruikt werd om over grote afstanden gehoord te worden. De stijl lijkt op de keelzang die in Mongolië en Bulgarije gebruikt wordt.
De band verwerkt ook moderne elementen in zijn muziek. Zo bevat het album Wykorzenienie scratches van de Poolse DJ Feel-X. Ook worden er regelmatig elektronische sirene-achtige geluiden in de muziek gebruikt.
De Warsaw Village band heeft op verschillende internationale festivals gespeeld:
- International Ethnic Music Fest (2000)
- Masala Festival, Hannover (2004)
- Roskilde Festival, Roskilde (2005)

## Discografie
- 1998: Hop Sa Sa
- 2002: Wiosna Ludu (People's Spring)
- 2004: Wykorzenienie (Uprooting)
- 2008: Wymiksowanie (Upmixing)
- 2008: Infinity
- 2012: Nord
- 2015: Święto Słońca
- 2017: Re:akcja mazowiecka
- 2020: Uwodzenie

## Prijzen
- New Traditions (1998)[5]
- BBC3 World Music Award (2004)[6]
- Fryderyk - Beste Poolse folkalbum van het jaar voor Wykorzenienie (2005)